# Pseudocercospora jacquemontiae
Pseudocercospora jacquemontiae är en svampart som beskrevs av U. Braun & F.O. Freire 2004. Pseudocercospora jacquemontiae ingår i släktet Pseudocercospora och familjen Mycosphaerellaceae.   Inga underarter finns listade i Catalogue of Life.